# Michael Oakes
Pour les articles homonymes, voir Oakes.
Michael Oakes, né le 30 octobre 1973 à Northwich, est un footballeur anglais qui évoluait au poste de gardien.

## Carrière

### Carrière de joueur

#### Aston Villa
Oakes a commencé sa carrière au centre de formation d'Aston Villa. Il a joué dix-neuf matchs pour Gloucester City lors de la saison 1992-1993, puis a été prêté à Scarborough fin 1993 et joue un seul match de championnat. Il obtient finalement sa chance de figurer dans l'équipe première d'Aston Villa au début de la saison 1996-1997. Il fait ses débuts le 17 août 1996, âgé de 22 ans, lors d'une défaite 2-1 à Sheffield Wednesday, en remplaçant le blessé Mark Bosnich.
La blessure Bosnich, et les rumeurs d'un départ pour Manchester United, donne l'occasion à Oakes au cours des trois saisons suivantes de jouer plusieurs matchs, 60 au total pour le club. Cependant, le club fait venir David James pour combler le départ de Bosnich en 1999, Oakes demande donc un transfert.

#### Wolverhampton Wanderers
Oakes finit par débarquer à Wolverhampton en octobre 1999, pour 500 000 livres, pour remplacer Mike Stowell comme numéro un à Molineux. En 2000, il percute son propre défenseur, Darren Peacock, le laissant groggy sur l'instant mais des examens médicaux postérieurs révéleront que ce dernier était vraiment passé proche de rester paralysé à cause de ce choc. Il reste comme le gardien numéro un jusqu'à septembre 2002, alors qu'il subit une blessure à l'épaule est remplacé par la recrue Matt Murray. Oakes remporte la finale des play-offs de First Division en mai 2003 contre Sheffield United au Millennium Stadium et son équipe est promue en Premier League.
Cependant, la bataille pour la place de numéro un des deux gardien prend fin en août 2003, lorsque Murray subit une blessure au dos, et Oakes dispute le match inaugural de son équipe en Premier League. Il se fait remarquer dans ce qui fut une saison difficile, mais est remplacé par la nouvelle recrue Paul Jones en janvier 2004.
Oakes retrouve sa place de titulaire en octobre 2004 après la relégation du club, mais reperd sa place sur blessure en octobre 2005, remplacé par Stefan Postma. Mais ce dernier ne restera pas longtemps. Alors que Murray fait son retour dans l'équipe, Oakes devient remplaçant pour la saison 2006-2007. Il quitte le club en mai 2007 après 220 apparitions au total. À sa libération, Oakes a attiré les éloges de son ancien collègue Murray, affirmant « J'ai beaucoup appris de lui et il a toujours été très favorable à moi. L'équipe qui le signera aura un très bon gardien ».

#### Cardiff City
En juillet 2007, Oakes signe à Cardiff City un contrat d'un an, rejoignant son ancien coach à Wolverhampton Dave Jones. Il commence la saison sur le banc, mais est rapidement promu dans le onze de départ après plusieurs erreurs du prêté Ross Turnbull. Après le retour de prêt de Turnbull à Middlesbrough, Oakes se trouve en compétition avec l'Irlandais David Forde mais reste titulaire.
Cependant, Kasper Schmeichel est prêté par Manchester City fin octobre, ce qui relègue Oakes sur le banc, sauf lors d'un match de League Cup à Liverpool. Après que Schmeichel retourne à Manchester City début janvier, Oakes est rappelé dans le onze de départ, mais Peter Enckelman est à son tour prêté par Blackburn Rovers pour le reste de la saison. Oakes choisit de prendre sa retraite à la fin de la saison. Il participe à son dernier match en tant que remplaçant lors de la finale de FA Cup contre Portsmouth.

#### Carrière internationale
Oakes est sélectionné à six reprises avec l'équipe espoirs d'Angleterre entre 1994 et 1996 alors qu'il jouait pour Aston Villa.

### Carrière d'entraîneur
Il travaille actuellement comme entraîneur des gardiens et entraîneur adjoint de l'entraîneur-joueur Andy Morrell à Wrexham en Conférence National, il est également assisté par Billy Barr.

## Vie privée
Il est le fils de l'ancien joueur de Manchester City, Alan Oakes.

## Statistiques
| Saison                | Club                    | Championnat           | Championnat | Championnat | Coupe nationale | Coupe nationale | Coupe de la Ligue | Coupe de la Ligue | Compétition(s) continentale(s) | Compétition(s) continentale(s) | Compétition(s) continentale(s) | Total | Total |
| Saison                | Club                    | Division              | M.          | B.          | M.              | B.              | M.                | B.                | Comp.                          | M.                             | B.                             | M.    | B.    |
| 1991-1992             | Aston Villa             | D1                    | 0           | 0           | 0               | 0               | 0                 | 0                 | -                              | -                              | -                              | 0     | 0     |
| 1992-1993             | Aston Villa             | D1                    | 0           | 0           | 0               | 0               | 0                 | 0                 | -                              | -                              | -                              | 0     | 0     |
| 1993-1994             | Aston Villa             | D1                    | 0           | 0           | 0               | 0               | 0                 | 0                 | -                              | -                              | -                              | 0     | 0     |
| 1993-1994             | Scarborough             | -                     | 1           | 0           | 0               | 0               | 0                 | 0                 | -                              | -                              | -                              | 1     | 0     |
| 1994-1995             | Aston Villa             | D1                    | 0           | 0           | 0               | 0               | 0                 | 0                 | -                              | -                              | -                              | 0     | 0     |
| 1995-1996             | Aston Villa             | D1                    | 0           | 0           | 0               | 0               | 0                 | 0                 | -                              | -                              | -                              | 0     | 0     |
| 1996-1997             | Aston Villa             | D1                    | 20          | 0           | 0               | 0               | 1                 | 0                 | C3                             | 2                              | 0                              | 23    | 0     |
| 1997-1998             | Aston Villa             | D1                    | 8           | 0           | 0               | 0               | 0                 | 0                 | C3                             | 1                              | 0                              | 9     | 0     |
| 1998-1999             | Aston Villa             | D1                    | 23          | 0           | 2               | 0               | 1                 | 0                 | C3                             | 2                              | 0                              | 28    | 0     |
| 1999-2000             | Aston Villa             | D1                    | 0           | 0           | 0               | 0               | 0                 | 0                 | -                              | -                              | -                              | 0     | 0     |
| 1999-2000             | Wolverhampton Wanderers | D2                    | 28          | 0           | 3               | 0               | 0                 | 0                 | -                              | -                              | -                              | 31    | 0     |
| 2000-2001             | Wolverhampton Wanderers | D2                    | 46          | 0           | 1               | 0               | 4                 | 0                 | -                              | -                              | -                              | 51    | 0     |
| 2001-2002             | Wolverhampton Wanderers | D2                    | 48          | 0           | 1               | 0               | 1                 | 0                 | -                              | -                              | -                              | 50    | 0     |
| 2002-2003             | Wolverhampton Wanderers | D2                    | 6           | 0           | 0               | 0               | 1                 | 0                 | -                              | -                              | -                              | 7     | 0     |
| 2003-2004             | Wolverhampton Wanderers | D1                    | 21          | 0           | 3               | 0               | 1                 | 0                 | -                              | -                              | -                              | 25    | 0     |
| 2004-2005             | Wolverhampton Wanderers | D2                    | 35          | 0           | 1               | 0               | 2                 | 0                 | -                              | -                              | -                              | 38    | 0     |
| 2005-2006             | Wolverhampton Wanderers | D2                    | 17          | 0           | 0               | 0               | 0                 | 0                 | -                              | -                              | -                              | 17    | 0     |
| 2006-2007             | Wolverhampton Wanderers | D2                    | 0           | 0           | 0               | 0               | 0                 | 0                 | -                              | -                              | -                              | 0     | 0     |
| 2007-2008             | Cardiff City            | D2                    | 11          | 0           | 2               | 0               | 2                 | 0                 | -                              | -                              | -                              | 15    | 0     |
| Total sur la carrière | Total sur la carrière   | Total sur la carrière | 264         | 0           | 13              | 0               | 13                | 0                 | -                              | 5                              | 0                              | 295   | 0     |

## Palmarès

### Cardiff City
- Finaliste de la FA Cup : 2008